# Polana onara
Polana onara är en insektsart som beskrevs av Delong och Triplehorn 1979. Polana onara ingår i släktet Polana, och familjen dvärgstritar. Inga underarter finns listade.